# Leviathan (berg- och dalbana)
För andra betydelser, se Leviatan (olika betydelser).
Leviathan är en berg- och dalbana av stål i parken Canada's Wonderland i Vaughan i Ontario i Kanada. Banan, som är tillverkad av schweiziska Bolliger & Mabillard, har en maxhöjd på 93 meter och uppnår en maxfart på 148 kilometer i timmen. Leviathan är den första av Bolliger & Mabillards berg- och dalbanor som överstiger 90 meter i höjd, vilket placerar den i kategorin som vanligtvis nämns som giga coaster. Leviathan är den högsta och högst fortgående berg- och dalbanan i Kanada och är sedan 2015 rankad som den åttonde högsta och åttonde högst fortgående berg- och dalbanan samt den tredje högsta i världen med en traditionell kedja som drar tåget uppför den första backen. Det var den sextonde berg- och dalbanan att installeras i nöjesparken. Banans räls var färdiginstallerad i februari 2012, och den första testkörningen gjordes den 15 mars samma år. Den öppnade för parkgäster den 6 maj 2012.